# Lydia Knott
Lydia Knott (1 de octubre de 1866 – 30 de marzo de 1955) fue una actriz estadounidense que trabajó durante la era del cine mudo. Apareció en 91 películas entre 1.914 y 1.937.

## Biografía

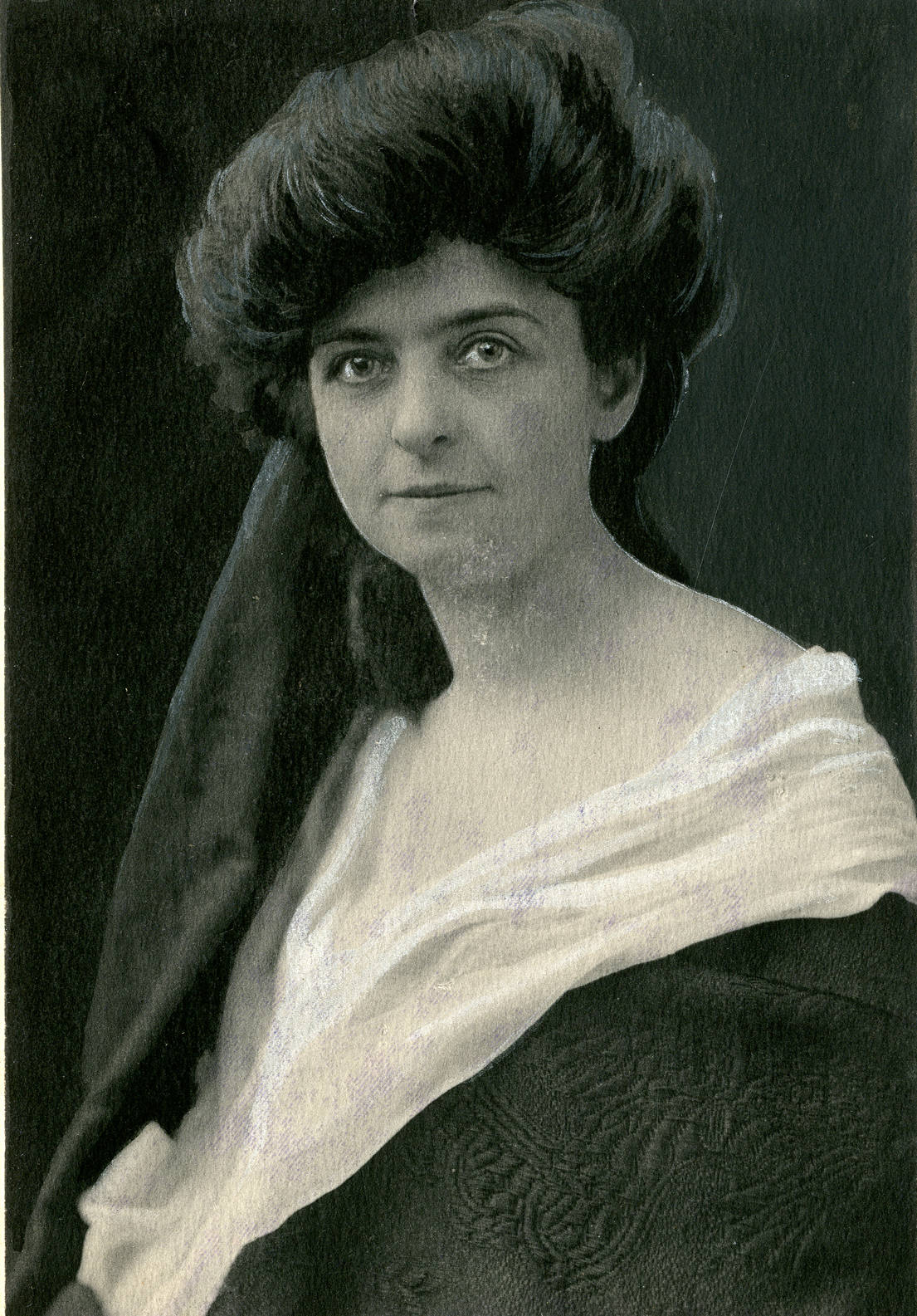
Lydia Knott en 1902.

Knott nació en Tyner, Indiana, hija de Lambert y Clarissa Knott. Knott murió en Woodland Hills, California. Knott fue conocida principalmente por ser madre del actor Lambert Hillyer.
Por años, Knott trabajó en varias obras de David Higgins. Actuó en varios teatros en Albany, Chicago, Cincinnati y Toledo, entre otras ciudades. También realizó varias giras por Estados Unidos en al menos cinco producciones. Asimismo trabajó en vodevil.

## Filmografía
- The Common Law (1916)
- The Clodhopper (1917)
- His Mother's Boy (1917)
- Sudden Jim (1917)
- The Dark Road (1917)
- Crime and Punishment (1917)
- The Hired Man (1918)
- Keys of the Righteous (1918)
- The Marriage Ring (1918)
- Danger, Go Slow (1918)
- In Judgement Of (1918)
- The Little Diplomat (1919)
- The Heart of Youth (1919)
- In Wrong (1919)
- The Love Hunger (1919)
- Luck in Pawn (1919)
- What Every Woman Learns (1919)
- The Pointing Finger (1919)

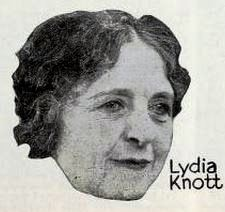
The Flirt, 1922

- The Dwelling Place of Light (1920)
- Blackmail (1920)
- Homespun Folks (1920)
- The Infamous Miss Revell (1921)
- The Lure of Youth (1921)
- Beating the Game (1921)
- Playing with Fire (1921)
- Across the Dead-Line (1922)
- Turn To The Right (1922)
- Dusk to Dawn (1922)
- Afraid to Fight (1922)
- The Dangerous Little Demon (1922)
- The Flirt (1922)
- A Woman of Paris (1923)
- Dollar Devils (1923)
- Garrison's Finish (1923)
- The Man Life Passed By (1923)
- St. Elmo (1923)
- Held to Answer (1923)
- Those Who Dance (1924)
- The Perfect Flapper (1924)
- Racing for Life (1924)
- Women First (1924)
- Gerald Cranston's Lady (1924)
- Chalk Marks (1924)
- Barbara Frietchie (1924)
- Dynamite Smith (1924)
- The Primrose Path (1925)
- Rose of the World (1925)
- High and Handsome (1925)
- The Fearless Lover (1925)
- East Lynne (1925)
- Going Crooked (1926)
- Kentucky Handicap (1926)
- Pretty Clothes (1927)
- Life of an Actress (1927)
- The House of Scandal (1928)
- Guilty? (1930)
- Men Without Law (1930)
- If I Had a Million (1932)
- The Defense Rests (1934)
- Rocky Rhodes (1934)
- Eight Bells (1935)
- Fair Warning (1937)